# Gríma Slangtong
Gríma Slangtong (Engels: Gríma Wormtongue) is een personage uit de boeken van J.R.R. Tolkien. In de boekenserie In de Ban van de Ring is Gríma de woordvoerder van koning Théoden. 
Koning Théoden, de heerser over de Rohirrim van de Riddermark, verkeert onder de betovering van de tovenaar Saruman die hem apathisch maakt. Gríma zorgt ervoor dat dit zo blijft en neemt als woordvoerder de beslissingen voor Théoden, die voor de Rohirrim niet bijster goed uitvallen. Wanneer op een dag de tovenaar Gandalf langskomt en de betovering van de koning verbreekt wordt Gríma het kasteel uitgegooid. Hierop slaat hij op de vlucht naar Orthanc, het fort van Saruman. 
Gríma blijft bij Saruman. Hij heeft nog een belangrijke indirecte invloed op het verhaal: Als Gandalf voor de deur van de Orthanc staat om Saruman een laatste kans te geven, gooit Gríma de palantir van de Orthanc naar Gandalf. Hij mist, maar Pepijn neemt de palantir en raakt bezeten. 
Hierna leeft Gríma nog voort tot na de val van Sauron. Nadat Orthanc belegerd is slaan Gríma en Saruman samen op de vlucht en brengen ze noodgedwongen de tijd samen door, hoewel ze elkaar niet uit kunnen staan. In de Gouw is onder leiding van Saruman veel schade aangericht. Dankzij de hobbits wordt de Gouw bevrijd van Saruman. Saruman heeft een gesprek met de hobbits op Balingshoek. Hij wordt niet gedood, maar moet vertrekken. Als hij Gríma vervolgens een trap in het gezicht geeft, als teken dat ze moeten gaan, wordt het voor Gríma te veel. Hij bespringt Saruman en snijdt zijn keel door. Wanneer hij dan probeert te vluchten wordt hij neergeschoten door hobbits.

## Filmversie
In de filmversie maken zowel Gríma als Saruman de val van Sauron niet meer mee. Wanneer Orthanc belegerd is, en alleen Sarumans toren in het midden nog overeind staat, wordt Gríma, nadat hij Saruman heeft neergestoken waardoor deze van de Orthanc te pletter valt, door een pijl van de elf Legolas gedood.